# بولدر (ویرجینیای غربی)
بولدر (به انگلیسی: Boulder) یک منطقهٔ مسکونی در ایالات متحده آمریکا است که در شهرستان باربر، ویرجینیای غربی واقع شده‌است.